# 中島公園通停留場
中島公園通停留場（日语：／ Nakajima-kōendōri teiryūjō */?）是位於北海道札幌市中央區的札幌市交通局（札幌市電車）山鼻線的鐵路車站。車站位於西7丁目通及南11條通的十字路口（南11条西6丁目）。
自從市電車中島線被廢除（1948年）及南北線後，中島公園的入口已從這裡遷移。

## 歷史
- 1923年（大正13年）8月12日 - 狐小路站開始營業。
- 日期不明 - 改稱為公園通站。
- 1941年（昭和16年）12月1日 - 被廢除。
- 1948年（昭和23年）7月31日 - 再次開始營業。
- 1949年（昭和24年）6月8日 - 改稱為中島公園通站。

## 車站構造
車站屬於2面2線的側式月台。南面的月台為往薄野方向、而北面的月台則是往西4丁目方向，並設置安全區域。安全區域設置地面融雪系統及有蓋月台。

## 車站周邊
- 札幌南十条郵政局
- 中島公園
- 豐平館
- 拿坡里／那不勒斯之窯　行啟通店
- 札幌音樂廳 Kitara
- Super Chain Shiga 中島公園店
- 札幌市立中島中學
- Strawberry Cones 行啟通店

## 相鄰停留場
札幌市交通局（札幌市電）
山鼻線
行啟通（SC18）－中島公園通（SC19）－山鼻9條（SC20）

## 外部連結
- 札幌市交通局（日文）